# 雨宮昭一
雨宮 昭一（あめみや しょういち、1944年 - ）は、日本の歴史学者・政治学者。近現代日本政治史を専攻。法学博士。茨城大学名誉教授。
1920年代から1940年代にかけて存在した四つの政治潮流（国防国家派・社会国民主義派・自由主義派・反動派）が、総力戦体制や戦後体制の形成を左右したとの論を展開している。

## 略歴
山梨県出身。1973年、東京大学大学院法学政治学研究科博士課程修了。林茂に師事。茨城大学教養部助教授、同人文学部教授となる。
この間、ハーバード大学客員研究員（1994年 - 1995年）、茨城大学地域総合研究所所長（1999年 - 2003年）を歴任した。2004年、茨城大学学長選の候補者となるが落選。
2005年から獨協大学法学部総合政策学科教授、2007年からは獨協大学地域総合研究所所長を兼任。
『山梨県史』編纂事業では近現代部会の専門委員を務める。

## 著書

### 単著
- 『戦時戦後体制論』（岩波書店、1997年）
- 『近代日本の戦争指導』（吉川弘文館、1997年）オンデマンド版　2024年　ISBN　9784642736664
- 『総力戦体制と地域自治――既成勢力の自己革新と市町村の政治』（青木書店、1999年）
- 『シリーズ日本近現代史（7）占領と改革』（岩波書店［岩波新書］、2008年）

### 共著
- （藤原彰）『現代史と「国家秘密法」』（未來社、1985年)